# Шакарва
Шакарва (лит. Šakarva) — село в восточной части Литвы, входит в состав Игналинского района. В 2012 году население Шакарвы составило 16 человек.

## География
Село Шакарва расположено в юго-западной части Игналинского района. Расстояние до Игналины составляет 10 километров. Находится на южном берегу озера Шакарвай в Аукштайтском национальном парке. Ближайшие населённые пункты — сёла Друтунай и Мотеюнай. Через село проходит дорога 1433 Кирдейкяй — Анталксне — Шакарва.

## Население
| 1905                           | 1931 | 1959 | 1970 | 1979 | 1989 | 2001 | 2011 |
| ------------------------------ | ---- | ---- | ---- | ---- | ---- | ---- | ---- |
| 36                             | 31   | 29   | 27   | 19   | 9    | 17   | 16   |
| Гистограмма динамики населения |      |      |      |      |      |      |      |